# Lloyd (bilmärke)
Lloyd var ett tyskt bilmärke från Namag och senare Borgward efter andra världskriget ett västtyskt företag. Den första bilen byggdes 1908 och den sista Lloyden som tillverkades var en Lloyd Arabella som lämnade bandet i fabriken våren 1963. Hansa-Lloyd (Hansa-Lloyd-Werke) skapades 1914 genom en sammangående mellan Namag och Hansa-Werke. Biltillverkning pågick fram till 1931 och därefter var Lloyd endast ett varumärke. Varumärket ägdes först av Hansa-Lloyd och Goliath-Werke, Borgward och Tecklenborg 1931–1936, Hansa-Lloyd-Goliath-Werke AG, ett företag i Bremen, 1936–1938 samt Borgward (Carl F.W. Borgward Automobil- und Motorenwerke GmbH) 1938–1944 och 1949–1959.

## Bildgalleri

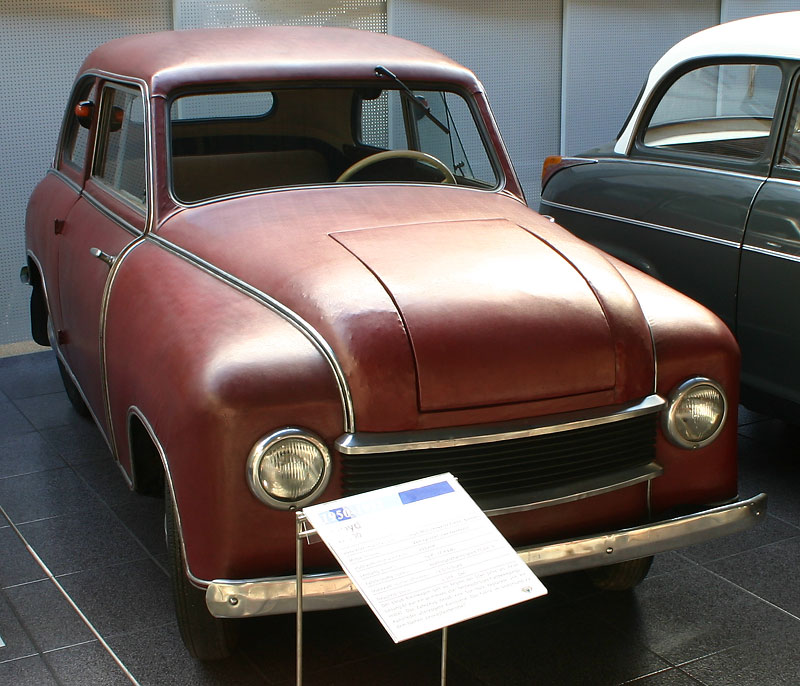
Lloyd LP 300 Limousine
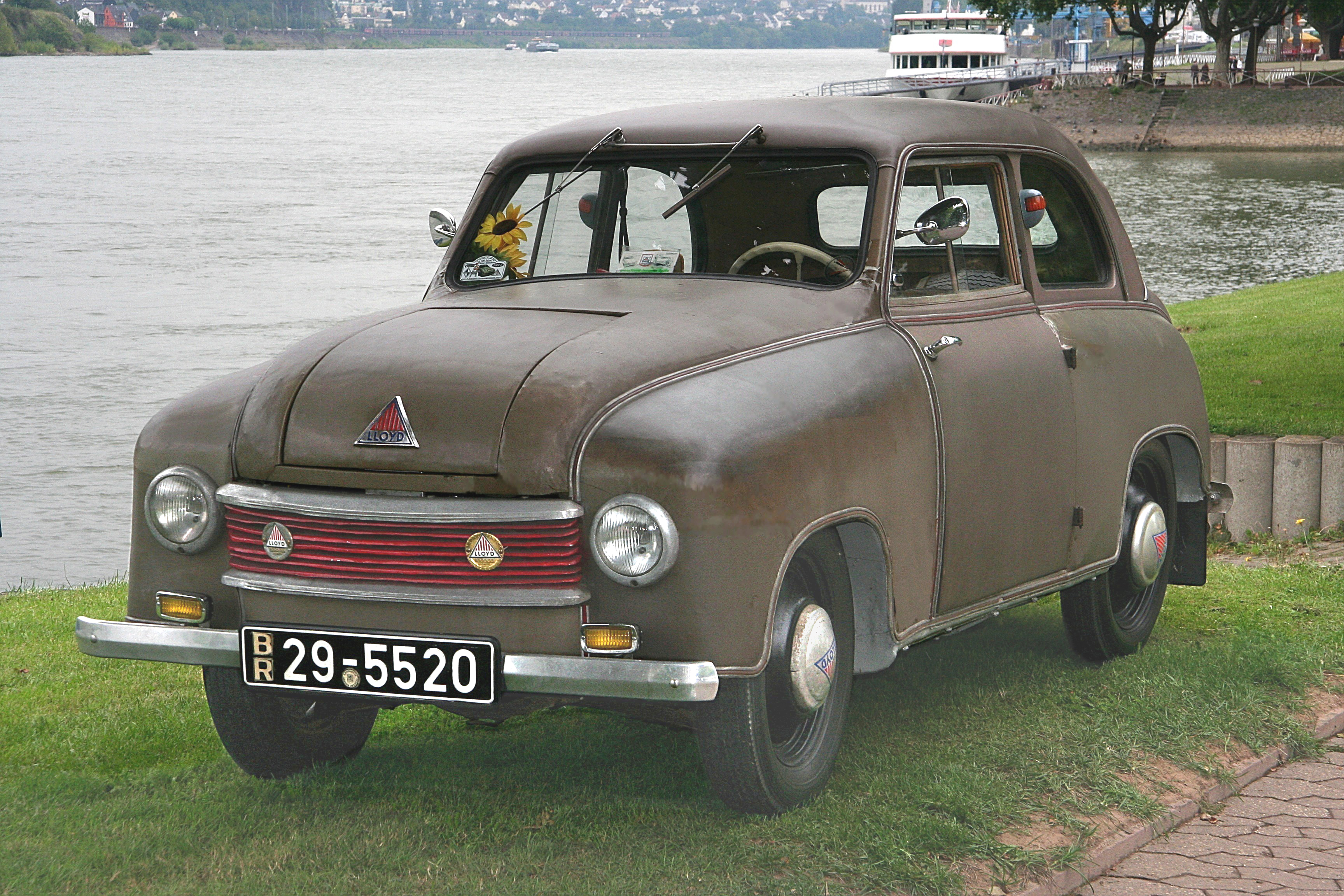
Lloyd LP 300